# بطارية الرصاص ذات الصمام المنظم

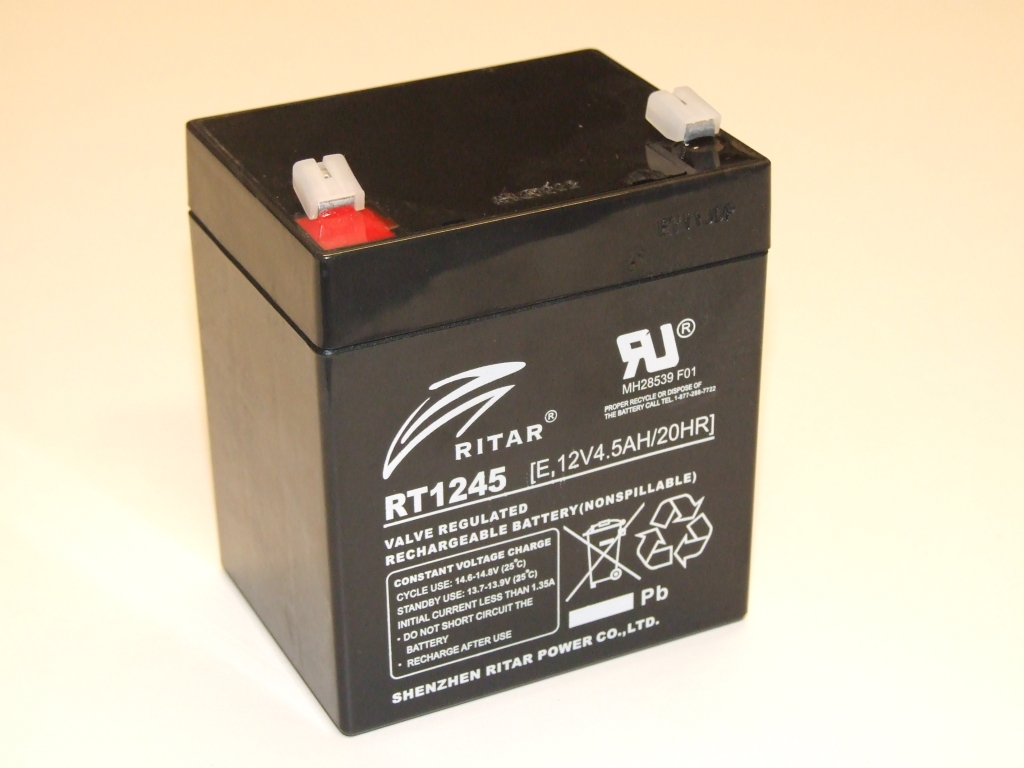
بطارية VRLA بجهد 12 فولت ، تُستخدم عادةً في مصادر الطاقة الصغيرة غير المنقطعة ومصابيح الطوارئ

بطارية الرصاص الحمضية المنظمة بواسطة الصمامات (بالإنجليزية: Valve Regulated Lead-Acid Battery وتُختصر: VRLA)، والمعروفة أيضًا باسم بطارية الرصاص الحمضية المغلقة (بالإنجليزية: Sealed Lead-Acid Battery وتُختصر: SLA)، هي نوع من بطاريات الرصاص الحمضية، وتتميّز بوجود كمية محدودة من المحلول الإلكتروليتي (وتُعرف هذه الحالة باسم الإلكتروليت المجوّع)، والذي يكون إما ممتصًا داخل فاصل صفائحي بين الألواح أو محوّلًا إلى مادة هلامية. كما تُصمَّم الألواح السالبة والموجبة بنسب محددة تسهّل إعادة اتحاد الأكسجين داخل الخلية، وتحتوي البطارية على صمام أمان يمنع تسرب المحتويات، بغض النظر عن وضعية البطارية أثناء التشغيل أو التخزين.
هناك نوعان رئيسيان من بطاريات الرصاص الحمضية المغلقة المنظمة بالصمام:
- بطارية الحصيرة الزجاجية الممتصة (بالإنجليزية: Absorbent Glass Mat وتُختصر: AGM)
- البطارية الهُلامية (بالإنجليزية: Gel Cell أو Gel Battery)

في البطاريات الهلامية، يُضاف مسحوق السيليكا إلى المحلول الإلكتروليتي لتشكيل هلام كثيف يشبه المعجون. أما بطاريات AGM، فتحتوي على شبكة من الألياف الزجاجية الدقيقة بين الألواح، تعمل على احتواء المحلول الإلكتروليتي وفصل الصفائح عن بعضها. كلا النوعين من بطاريات VRLA يقدمان مزايا وعيوبًا مقارنة ببطاريات الرصاص الحمضية التقليدية ذات التهوية (المعروفة باسم البطاريات المفتوحة ذات التهوية)
ونظرًا لطبيعة تصميمها المغلق، يمكن تركيب بطاريات AGM والبطاريات الهلامية في أي وضعية (عمودية أو أفقية)، وهي لا تحتاج إلى إعادة تعبئة دورية بالماء، ما يجعلها سهلة الاستخدام. ومع ذلك، فإن وصفها بأنها "خالٍ من الصيانة" هو وصف غير دقيق، حيث إن هذا النوع من البطاريات ما زال يتطلب تنظيفًا دوريًا واختبارات أداء منتظمة لضمان كفاءته وسلامته.
تُستخدم بطاريات VRLA على نطاق واسع في:
- الأجهزة الكهربائية المحمولة كبيرة الحجم
- أنظمة الطاقة المستقلة أو الخارجية عن الشبكة.
- أنظمة التغذية الكهربائية غير المنقطعة.
- المركبات الكهربائية منخفضة التكلفة.

وغيرها من التطبيقات التي تتطلب سعة تخزين كبيرة للطاقة بتكلفة أقل مقارنة بالتقنيات الأخرى منخفضة الصيانة مثل بطاريات أيون الليثيوم.

## تاريخ
اخترعت أول بطارية رصاص حمضية هُلامية في عام 1934 على يد شركة إليكتروتكنيشه فابريك زونيبيرغ في ألمانيا. أما الشكل الحديث من البطارية الهُلامية أو بطارية الرصاص الحمضية المنظمة بالصمام (VRLA)، فقد تم تطويره عام 1957 على يد أوتو ياخه من شركة زونن شاين الألمانية. أول خلية من نوع AGM (حصيرة زجاجية ممتصة) كانت تُعرف باسم سايكلون، وقد حصلت على براءة اختراعها شركة غيتس رَبر كوربوريشن عام 1972، وهي تُنتَج حاليًا بواسطة شركة إنر سِس.
كانت خلية سايكلون تتميز بتصميمها الحلزوني، حيث تحتوي على أقطاب من رقائق الرصاص الرفيعة، وقد تبنّى عدد من المصنّعين هذه التقنية وقاموا بتطبيقها لاحقًا في خلايا تحتوي على ألواح مسطحة تقليدية. قدّمت شركتان بريطانيتان في منتصف ثمانينيات القرن العشرين، هما مجموعة كلورايد وتونغستون برودكتس، بشكل متزامن بطاريات AGM بعمر افتراضي يصل إلى "عشر سنوات" وسعة تصل إلى 400 أمبير/ساعة، وذلك استجابةً لمتطلبات فنية وضعتها شركة بريتيش تيليكوم لتوفير بطاريات احتياطية تدعم المقاسم الرقمية الجديدة.
وفي نفس الفترة، استحوذت شركة غيتس على شركة بريطانية أخرى هي فارلي، والتي كانت متخصصة في تصنيع بطاريات الطائرات والاستخدامات العسكرية. قامت فارلي بتكييف تقنية سايكلون القائمة على رقائق الرصاص لإنتاج بطاريات بألواح مسطحة ذات قدرة عالية على التفريغ السريع. وقد حصلت هذه البطاريات على اعتماد رسمي لاستخدامها في عدة أنواع من الطائرات، من بينها: بريتش ايروسبيس ١٢٥، وبريتش ايروسبيس ١٤٦ (طائرات رجال الأعمال)، وطائرة هارير القتالية ومشتقتها AV-8B، إضافة إلى بعض نسخ الطائرة F-16، لتكون أول بدائل حقيقية لبطاريات النيكل-كادميوم التي كانت تُستخدم آنذاك بشكل قياسي.